# George Israel
George Alberto Heilborn Israel (Rio de Janeiro, 16 de maio de 1960) é um compositor e saxofonista brasileiro, conhecido por ter sido membro da banda Kid Abelha.

## Biografia
George é membro do Kid Abelha desde sua formação em 1981, e mantém carreira solo paralelamente desde 2007. Como autor, tem  80 canções gravadas com a parceira Paula Toller. Com Cazuza, são 18 canções. Junto com Paula Toller e Bruno Fortunato gravou 15 discos com o Kid Abelha, sendo o Acústico MTV um dos que co-produziu.
Desde 2007 dedica-se também à carreira individual, na qual lançou três discos:
- 13 parcerias com Cazuza foi produzido por Dadi e lançado em junho de 2010 pela Som Livre. Junta sua obra com o poeta Cazuza. Participações de Elza Soares, Ney Matogrosso, Marcelo D2, Sandra de Sá, Frejat, Tico Santa Cruz, Paulo Ricardo, Evandro Mesquita e Family Man (Wailers).
- 4 letras, lançado em 2004  (produzido por Ramiro Musoto).
- Distorções do meu jardim lançado em 2007 pela Som Livre e produzido por Nilo Romero.

Neles canta e apresenta suas músicas inéditas, aparecendo também como letrista em canções como "Por trás desses olhos verdes" e "Curados ao sol de Copacabana". Parcerias com Leoni, Arnaldo Antunes, Alvin L, Marcelo Camelo, Dulce Quental foram gravadas. Alguns dos que participaram dos CDs; Os Paralamas do Sucesso, Sérgio Dias (Mutantes), Lulu Santos, Jorge Mautner e Bruno Fortunato.
Atualmente em turnê solo com mais de 200 apresentações fez entre outros shows o Réveillon da praia no Rio em 2009, o Canecão, temporadas no Rio de Janeiro e São Paulo, vários Festivais de Inverno como o Leblon Jazz Festival, Itabira, Guapimirim, cidades de Minas Gerais e do estado do Rio de Janeiro. Lançou seu CD também em Belo Horizonte, Fortaleza, Uberlândia, Natal, Vitória, Teresina, Itaipava.
Na banda que o acompanha estão Guto Goffi (Barão Vermelho) na bateria, Odeid no baixo, Gê Fonseca nos teclados e Rene Rossano na guitarra. Seus filhos Leonardo Israel (bateria) e Frederico Israel (baixo) marcam presença em participações especiais.
Os Roncadores trio de sax que mantém junto com Rodrigo Sha e Gustavo Contreras se apresentou no Rock in Rio em setembro no Rock Street. Criado em 2006, tem intensificado suas apresentações performáticas em 2011 junto com percussionistas e DJs convidados. Participaram duas vezes do Festival Back to Black, do Rio Cena Contemporânea e do Festival Leblon Jazz entre outros.
Incursões na música eletrônica, tem sido feitas com Sollar; projeto com o DJ Memê. Juntos participaram nesse último ano de grandes festivais como MOB, uma das maiores festas do mundo em alto mar, do festival Helvetia e tocaram nos grandes clubs por todo Brasil. Também é residente da boate BOOX em IPANEMA onde já se apresentou solando seu sax com DJs por mais de 100 vezes.
Como produtor, gravou Triângulo das Bermudas, um tributo aos Mutantes, em 1997. Gilberto Gil, Tom Zé, Barão Vermelho, Planet Hemp e Ney Matogrosso estão entre os artistas que participaram do CD.
Faz parte do grupo Os Britos, banda formada em 1994, um CD/DVD gravado em Liverpool, Londres e Rio de Janeiro no ano de 2006. Junto com Guto Goffi, Rodrigo Santos e Nani Dias tocam músicas dos Beatles no espírito Cavern Club; e tem composições próprias. 
Em 2016, a vocalista Paula Toller anunciou o fim da banda Kid Abelha em entrevista para a revista Quem.
Em 2018, ao lado do baixista  de Nando Reis, Felipe Cambraia  e de Toni Garrido, vocalista da banda Cidade Negra criou o grupo Black Carlos, que toca canções nos estilos funk e soul da dupla Roberto e Erasmo Carlos.

## Discografia

### Solo
CDs solo
- 2004: 4 Letras produzido por Ramiro Musoto
- 2007: Distorções do Meu Jardim produzido por Nilo Romero
- 2010: 13 Parcerias com Cazuza produzido por Dadi Carvalho

Gravações com outros artistas
- Paralamas: "Ska", "Fundo do coração", Caleidoscópio", "La Bella Luna"
- Biquini Cavadão: "Janaína"
- Ritchie: "Menina Veneno, "Pelo interfone"
- BLITZ: "Como uma luva"
- DVD Cazuza: "Brasil" com Gabriel O Pensador e Solidão que Nada
- Leo Jaime e Leoni: "Fórmula do amor"
- Plebe Rude: "O Concreto rachou"

Composições de George Israel gravadas gravadas por outros artistas
- "Brasil": Cazuza, Gal Costa, Cassia Eller, Elza Soares, Marcelo D2
- Barão Vermelho: "Rock do Cachorro Morto" e "Amor, Amor"
- Leoni: "Lágrimas e chuva", "Alguém como eu e você"; "Noite Perfeita", "Alguém me espera lá dentro", "Se não agora quando"
- Herbert Vianna: "A Palavra Certa"
- Daúde: "O Pensador"
- Toni Garrido: "Trevo de Quatro Folhas"